# Marpessa

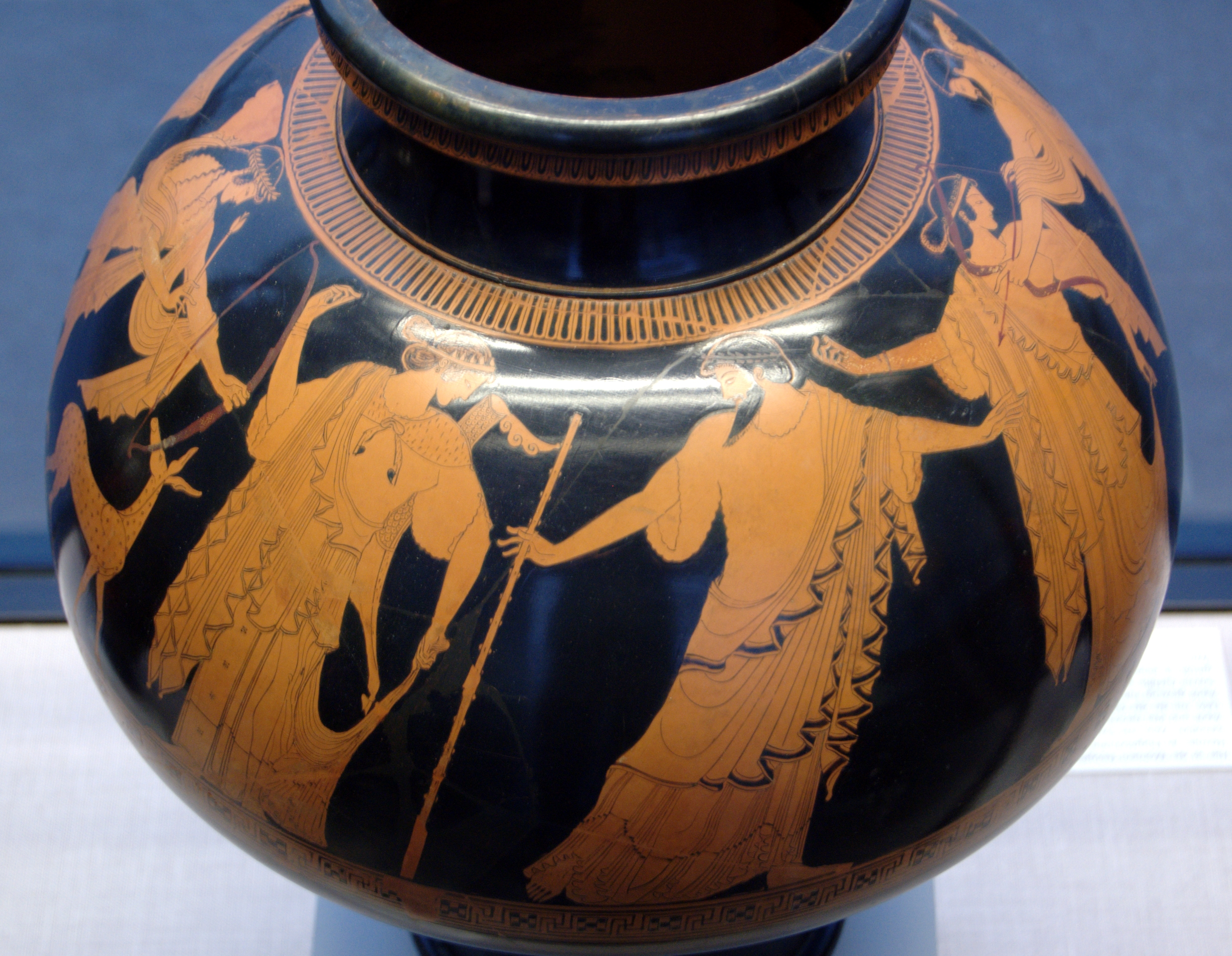
Zeus, al centre, separa Apol·lo, que va acompanyat d'Àrtemis, a l'esquerra, d'Idas i Marpessa, a la dreta

Segons la mitologia grega, Marpessa (en grec antic Μάρπησσα) va ser una filla d'Evè, rei d'Etòlia, i neta d'Ares. La seva mare era Demònice. De vegades es diu que és filla d'Enomau i Alcipe.
El seu pare l'havia promesa a qui fos capaç de vèncer-lo en una cursa de carros, amb la condició que si el pretendent perdia seria executat. Idas, fill d'Afareu, acceptà el repte i, servint-se d'un carro alat que li havia donat Posidó, guanyà la cursa. Apol·lo, que també n'estava enamorat, la reclamà per a ell i la raptà. Aleshores Idas va atacar Apol·lo i els combatents es van separar només amb la intervenció de Zeus. Marpessa va poder triar entre tots dos pretendents, però preferí quedar-se amb Idas, perquè tenia por que, en fer-se vella, Apol·lo l'abandonés.
De la seua unió va néixer una filla anomenada Cleòpatra.